# Залозний Никандр Семенович
Никандр Семенович Залозний (* 3 листопада 1890 — † ?) — український військовик, літун Української Галицької армії.

## Життєпис
Народився 3 листопада 1890 у місті Харцизьк, тепер Донецької області.
У 1916 р. закінчив Севастопольську військову авіаційну школу в селищі Кача. З 2 серпня 1916 служив військовим літуном у 14-му корпусному авіаційному загоні, згодом у 30-му. У 1917 отримав звання штабс-капітана.
Проходив військову службу у 2-му Подільському авіаційному дивізіоні. У грудні 1918 р. разом із своїм дивізіоном прибув до складу Летунського відділу Української Галицької армії.
Служив спочатку військовим літуном, а з березня 1919 — командиром 2-ї летунської сотні Летунського відділу Української Галицької армії.
У листопаді 1919 р. разом із Летунським відділом УГА перейшов до складу авіації Збройних Сил Півдня Росії. 19 листопада 1919 р. призначений до 6-го авіаційного дивізіону Збройних Сил Півдня Росії. Згодом разом із відділом евакуйований до Грузії. Подальша доля невідома.